# Vladimír Paulík
Vladimír Paulík (* 15. ledna 1967 Nové Město na Moravě) je český politik, v letech 1998 až 2002 poslanec Poslanecké sněmovny PČR za Unii svobody, později za Českou stranu národně sociální, dlouholetý starosta obce Petrovice na Blanensku.

## Biografie
Absolvoval SOU elektrotechnické.
Ve volbách v roce 1998 byl zvolen do poslanecké sněmovny za Unii svobody (volební obvod Jihomoravský kraj). Byl členem sněmovního výboru pro veřejnou správu, regionální rozvoj a životní prostředí. V parlamentu setrval do voleb v roce 2002. V říjnu 2001 opustil poslanecký klub Unie svobody a následně zasedal v parlamentu coby nezařazený poslanec. Zároveň se tehdy stal členem České strany národně sociální, jež tak v jeho osobě získala už druhého parlamentního zastupce (o něco dříve do ČSNS podobně přestoupila z Unie svobody poslankyně Marie Machatá). Důvodem pro Paulíkův odchod z US byly machinace s členskou základnou strany, které se v té době objevily v Brně i na jeho domovském Blanensku. Paulík byl následně v srpnu 2001 zbaven funkce předsedy okresní organizace US v Blansku a vyloučen ze strany. Vzájemné spory pak pokračovaly i nadále. V dubnu 2002 oznámil Paulík, že podá na Unii svobody trestní oznámení pro pomluvu na svou adresu. Později byl členem strany Evropští demokraté, za niž neúspěšně kandidoval v krajských volbách v roce 2004 do Zastupitelstva Jihomoravského kraje.
Dlouhodobě je aktivní v místní politice. Od roku 1990 zasedá v zastupitelstvu obce Petrovice na Blanensku, od roku 1994 je starostou této obce. K roku 1998 se uvádí jako starosta, bytem Petrovice. V komunálních volbách roku 1994, komunálních volbách roku 1998, komunálních volbách roku 2002, komunálních volbách roku 2006 a komunálních volbách roku 2010 byl zvolen do zastupitelstva obce Petrovice. V roce 1994 jako bezpartijní, roku 1998 za Unii svobody, v letech 2002 a 2006 jako nestraník za SZ a roku 2010 jako člen strany Věci veřejné. Profesně se uvádí i k roku 2002, 2006 a 2010 coby starosta. Do strany Věci veřejné vstoupil roku 2009 a vedl místní klub této strany v Rájci-Jestřebí.
V senátních volbách roku 2010 kandidoval do horní komory za senátní obvod č. 55 - Brno-město jako kandidát Věcí veřejných. Vedení strany na něj ale před volbami obdrželo stížnosti kvůli jeho minulosti i kvůli tomu, že měl údajně zfalšovat zápis z jednání zastupitelstva Petrovic, aby mohl vydírat místní prodejnu. Poslanec VV Michal Babák oznámil, že strana informace o Paulíkovi prověří, i když jim nebude přikládat větší pozornost, protože jde o anonymy. Babák ovšem uvedl, že kandidát Paulík je v rozporu s etickým kodexem Věcí veřejných. Ve volbách získal Paulík 4 % hlasů a nepostoupil do 2. kola.
V komunálních volbách v roce 2014 obhájil post zastupitele obce Petrovice, když jako člen SPO vedl kandidátku subjektu Krásné Petrovice (tj. SPO a nezávislí kandidáti). Protože tento subjekt volby v obci vyhrál (73,15 % hlasů a 10 mandátů), byl v listopadu 2014 zvolen již po šesté starostou obce. Ve volbách v roce 2018 byl opět zvolen zastupitelem obce, když jako nestraník za STAN vedl kandidátku subjektu „KRÁSNÉ PETROVICE“ (tj. hnutí STAN a nezávislí kandidáti). V říjnu 2018 byl zvolen již po sedmé starostou obce. Rovněž ve volbách v roce 2022 byl zvolen zastupitelem obce, tentokrát jako nestraník za Soukromníky, když opět vedl kandidátku subjektu „KRÁSNÉ PETROVICE“. V říjnu 2022 byl po osmé zvolen starostou obce.